# غاز پاصورتی

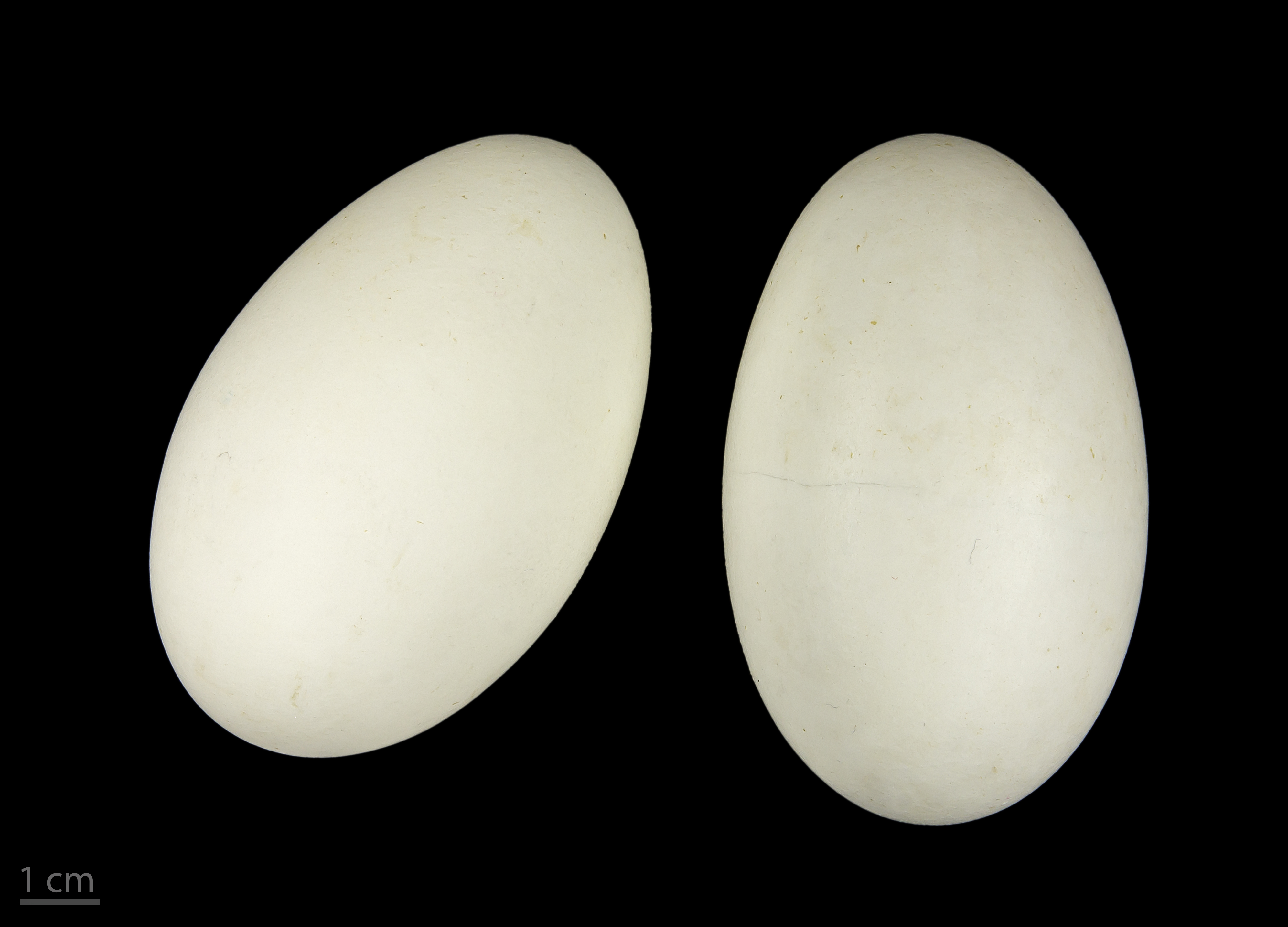
Anser brachyrhynchus

غاز پاصورتی (نام علمی: Anser brachyrhynchus) نام یک گونه از سرده غاز کبود است. این غاز در گرینلند شرقی، ایسلند و سوالبارد به دنیا می‌آید. آن‌ها در زمستان به شمال غرب اروپا، به ویژه بریتانیای کبیر، هلند و غرب دانمارک کوچ می‌کنند.
اندازهٔ این غاز متوسط بوده و ۷۵–۶۰ سانتیمتر طول دارند، فاصله بین دو بالشان ۱۷۰–۱۳۵ بوده و ۱٫۸ تا ۳٫۴ کیلوگرم وزن دارند.